# DINA
DINA (Dirección de Inteligencia Nacional) var Chiles hemmelige politi, det fungerede under Augusto Pinochets 17 år lange diktatur i Chile.
DINA blev grundlagt i november 1973 og ledet af general Mauel Contreras. Det var adskilt fra det resterende militær og ledet som en selvstændig organisation.
Dina eksisterede indtil 1977, hvorefter det blev navnændret til Central Nacional Información (CNI). Umiddelbart efter militærkuppet 11. september mod Salvador Allende spionerede DINA mod tidligere Allende-tilhængere, både i Chile og i udlandet. Som led i efterforskningen ansatte Pinochet amerikaneren Michael Townley til at planlægge og udføre mordene på General Carlos Prats og den tidligere minister Orlando Letelier.
I juli 1976 offentliggjorde to argentinske og brasilianske magasiner navnene på 119 venstreorienterede chilenere, som de påstod, var blevet dræbt af DINA.